# Mythica
Mythica is een Antwerpse studentenvereniging die zich richt op studenten met een interesse in geek- en nerdcultuur. De vereniging is niet gebonden aan een studierichting of faculteit en is om die reden aangesloten op Clubweb, een initiatief van vijf hoger onderwijsinstellingen om overkoepelende clubs te ondersteunen.

## Geschiedenis
Mythica werd opgericht in 2019 door Jacob Reyniers, André Vanhassel en Camille Vermeire. Het ontving in het eerste jaar ongeveer 200 leden. Tijdens de eerste cantus werd de vereniging gedoopt middels een spel rondom Harry Potter.

## Activiteiten
Mythica organiseert een scala aan activiteiten, waaronder:
- Spelletjesavonden
- MarioKart-toernooien
- Dungeons & Dragons-sessies
- Schaaktoernooi[7]
- Filmavonden
- Zwerkbal-toernooien
- Cantussen
- Feestjes in het stamcafé The Geeky Cauldron

## Huizensysteem
Binnen Mythica worden nieuwe leden, "schachten" genoemd, ingedeeld in een van de drie huizen, geïnspireerd op het thema, zoals beschreven in Harry Potter en de Steen der Wijzen, het eerste deel van de Harry Potter-reeks:
- Strigidae: Opgericht door Jacob Reyniers.
- Canidae: Opgericht door André Vanhassel.
- Felidae: Enkele jaren later toegevoegd door Camille Vermeire.

Leden kunnen punten voor hun huis verdienen door deel te nemen aan activiteiten en het voltooien van opdrachten.
- De huizen van Mythica

"De
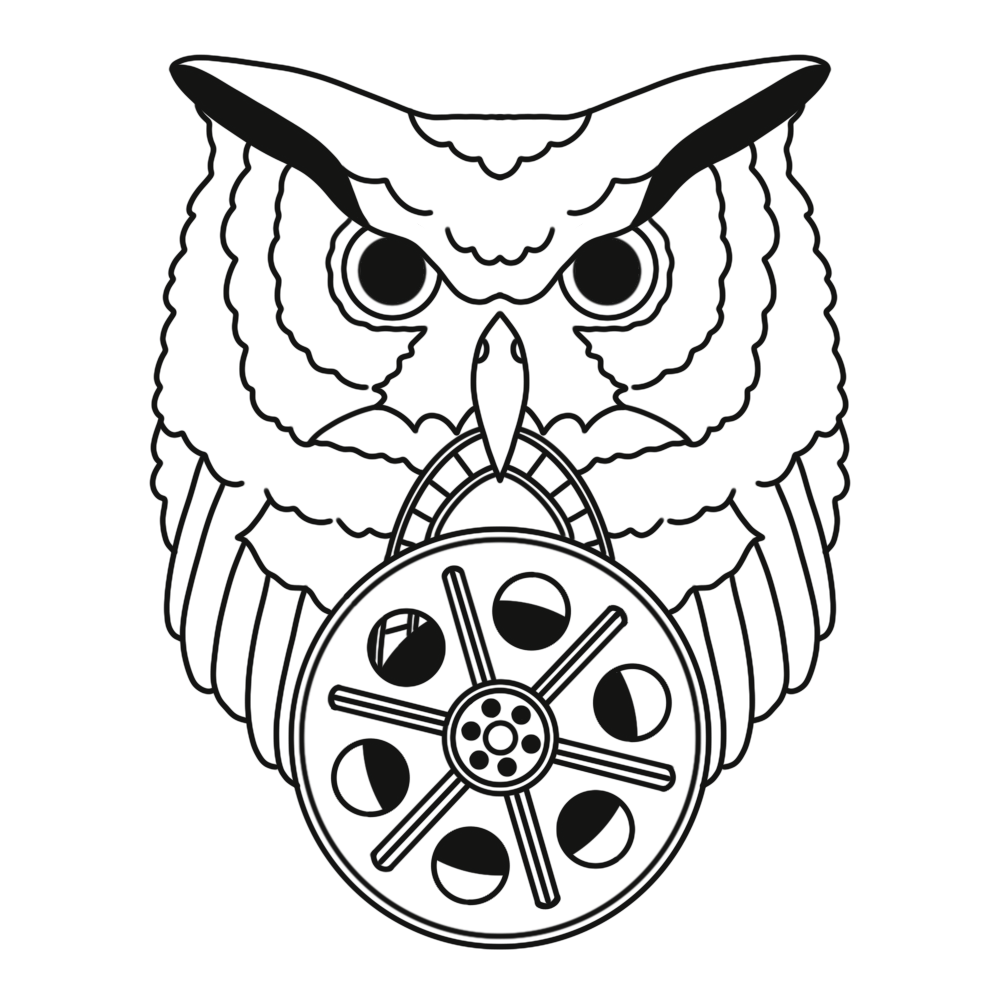
Het logo van huis Strigidae.
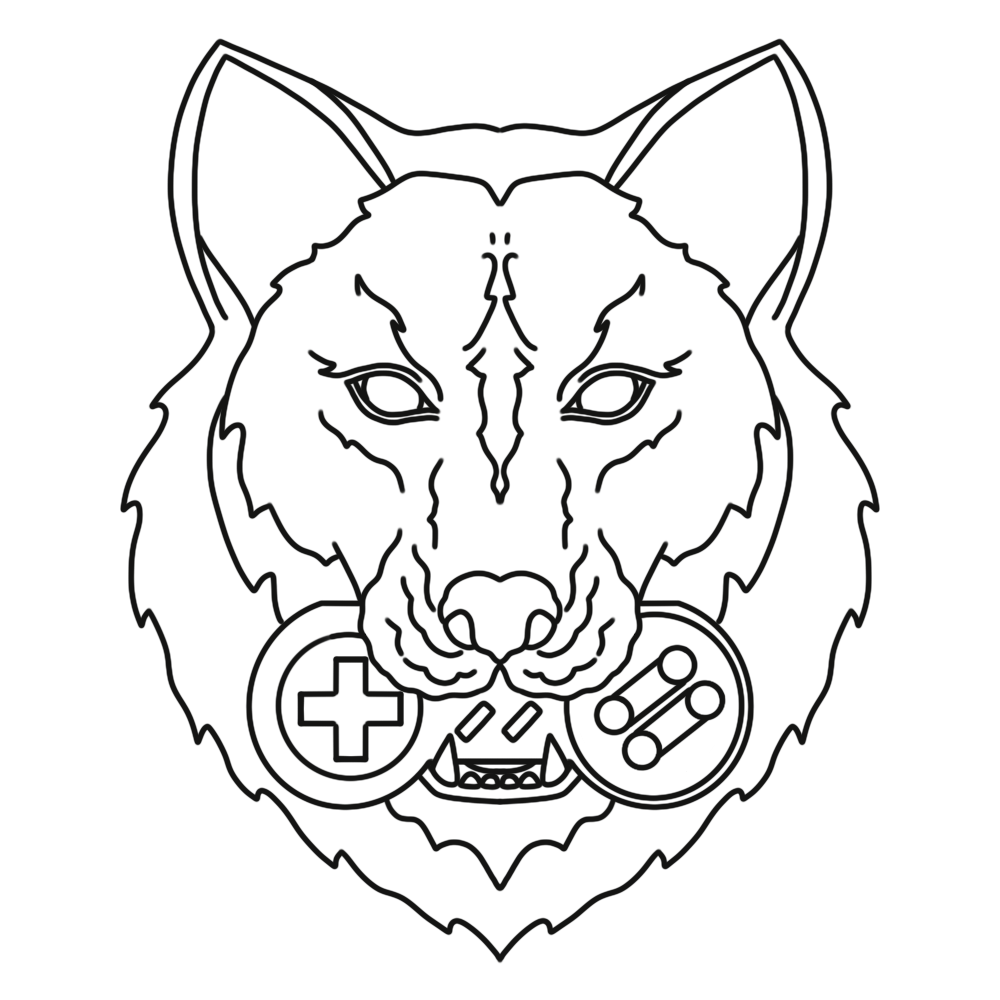
Het logo van huis Canidae.
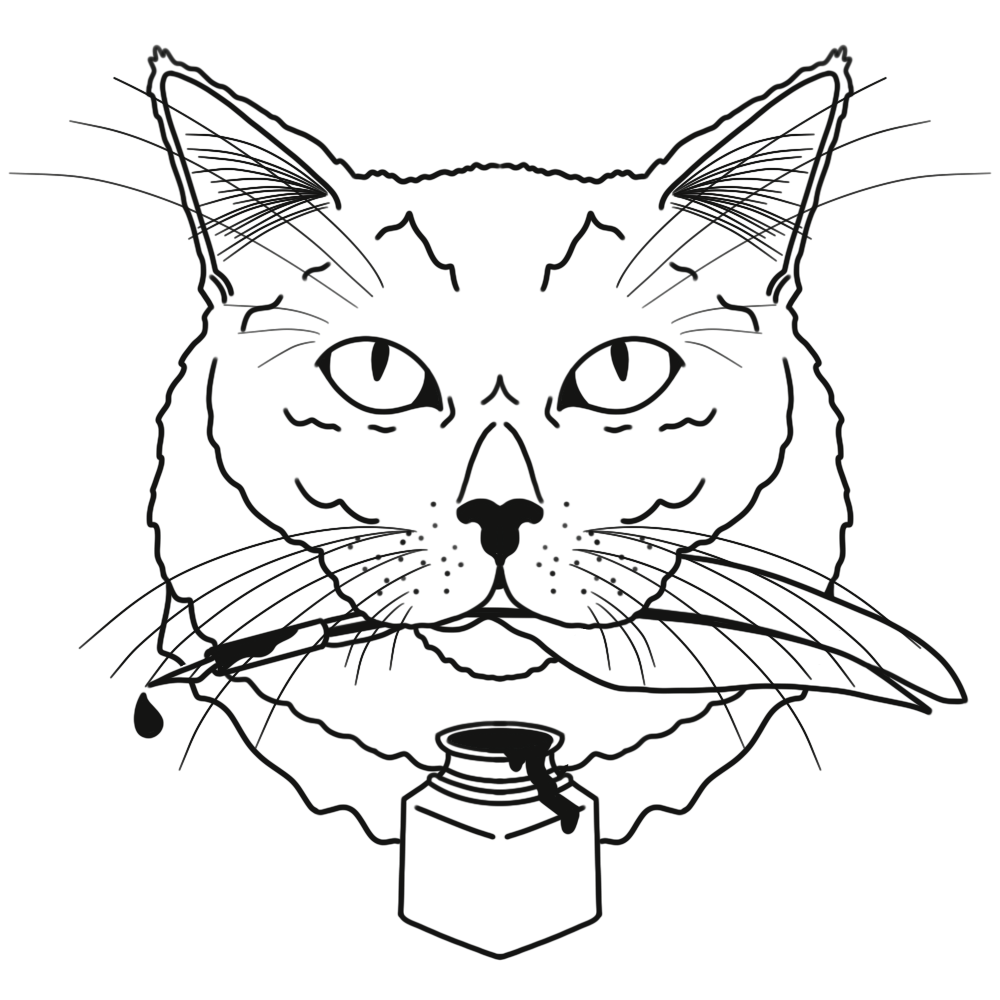
Het logo van huis Felidae.